# Adoptiertes Glück
Adoptiertes Glück (Originaltitel: Sun Valley Serenade) ist eine US-amerikanische Filmkomödie aus dem Jahr 1941 mit Sonja Henie und John Payne in den Hauptrollen. Glenn Miller gab sein Debüt als Schauspieler.

## Handlung
Die bekannte Sängerin Vivian Dawn soll im exklusiven Wintersportresort Sun Valley auftreten, ist aber mit ihrer aktuellen Band unzufrieden und entlässt diese. Zufällig befindet sich im Büro ihres Managers Mr. Murray in New York City auch Phil Carey und seine Dartmouth Troubadors, eine bisher recht erfolglose Swing-Band. Nicht zuletzt durch das Zureden des attraktiven Pianisten der Band, Ted Scott, verpflichtet Vivian sie für ihren Auftritt in Sun Valley. Die beiden werden auch privat schnell ein Paar. Unmittelbar vor dem Aufbruch nach Sun Valley platzt die Nachricht herein, dass eine norwegische Kriegswaise auf die von der Band zugesagte Unterstützung wartet. Das Angebot war eigentlich nur als Publicitygag gemeint, doch jetzt macht sich Ted auf, das vermeintliche Kind in Empfang zu nehmen. Zu seiner Überraschung steht Karen Benson vor ihm, eine erwachsene und sehr hübsche junge Frau.
Karen verkompliziert sehr bald Teds Situation, da sie ihm freimütig gesteht, ihn heiraten zu wollen. Er weist ihre Avancen ab, auch da ansonsten eine eifersüchtige Vivian das Engagement wieder platzen lassen könnte. Daher untersagt Phil ihr auch, mit nach Sun Valley zu reisen – doch die charmante Karen kann den Bandmanager Nifty überzeugen, sie heimlich in den Zug nach Sun Valley einzuschleusen, sodass Ted plötzlich während eines Skiausflugs Karen gegenübersteht, die sich als exzellente Skifahrerin erweist. Zunächst reagiert Ted sauer, doch langsam kann er sich mit Karen auch dank gemeinsamer Interessen anfreunden. Aus Eifersucht verlässt Vivian die Band, woraufhin der Auftritt in Sun Valley schnell improvisiert werden muss: Karen wird schließlich der Star einer extravaganten Eisrevue, zu der die Dartmouth Troubadors die Musik spielen. Ted und Karen werden nach mehreren Verwicklungen ein Paar.

## Hintergrund
| Figur        | Darsteller   | Deutscher Sprecher |
| ------------ | ------------ | ------------------ |
| Karen Benson | Sonja Henie  | Renate Barken      |
| Ted Scott    | John Payne   | Erik Schumann      |
| Phil Corey   | Glenn Miller | Rolf Heydel        |
| Vivian Darn  | Lynn Bari    | Bettina Schön      |
| Nifty Allen  | Milton Berle | Georg Thomalla     |

Die norwegischen Eiskunstläuferin Sonja Henie entschied sich nach dem Ende ihrer beispiellosen Erfolgsserie mit drei Olympiasiegen, zehn Weltmeisterschaftstiteln und sechs Europameisterschaftstiteln Mitte 1936 für eine Karriere beim Film.
20th Century Fox entwickelte für Henie eine ganz spezielle Form des Revuefilms mit spektakulären Showeinlagen in Form von Eisrevuen. Dazu mussten eine besondere Kamera entwickelt werden, um die extrem schnellen Bewegungen der Eisläufer ohne Verzerrung aufnehmen zu können. Darüber hinaus war es notwendig, das Eis für die Revueszenen besonders zu präparieren. Dazu wurde eine oberste Schicht von milchfarbenem Eis aufgetragen, um die Aufnahmen zu erleichtern. Auch musste stets ein hauchdünner Wasserfilm gewährleistet werden, da nur so verhindert werden konnte, dass Eisstücke bei Bremsmanövern und schnellen Wendungen herumschleuderten und die Aufnahme verdarben. Erfolge wie Thin Ice und Second Fiddle machten Henie zu einem der populärsten Stars an der Kinokasse der Zeit.
Der Film war Mitte 1939 zunächst unter dem Arbeitstitel Passport to Life und mit Tyrone Power und Linda Darnell als Nachfolgeprojekt für ihren Erfolg in Daytime Wife geplant, ehe die ganze Geschichte für die Talente von Sonja Henie komplett umgeschrieben wurde und schließlich unter dem Titel Sun Valley Serenade Ende August 1941 in die Kinos kam. Die deutschsprachige Synchronfassung entstand 1949 zur Kinopremiere bei Kaudel Film GmbH Berlin. Die Synchronregie übernahm Karl Metzner, das Dialogbuch verfasste Erika Görner.
Sonja Henie bezeichnete Adoptiertes Glück später als ihren Lieblingsfilm.

## Musik

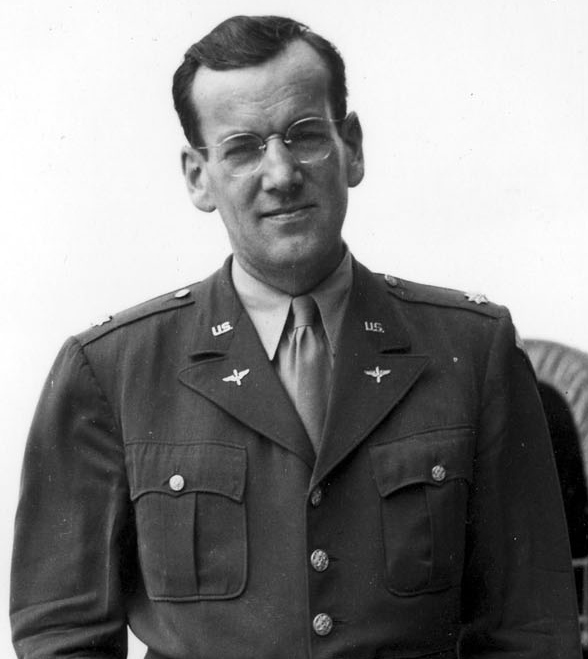
Glenn Miller während seiner Dienstzeit beim US Army Air Corps

Für die Songs im Film sorgten hauptsächlich die Komponisten Harry Warren und Mack Gordon. Im Verlauf der Handlung werden folgende Musikstücke vorgetragen:
- It Happened in Sun Valley
- Moonlight Serenade
- I Know Why (And So Do You)
- In the Mood
- The Farmer in the Dell
- Chattanooga Choo Choo
- The Kiss Polka

Glenn Millers Interpretation von Chattanooga Choo Choo aus dem Film verkaufte sich bereits kurz nach Kinostart über eine Million Mal.

## Kritik
Bosley Crowther schrieb in der New York Times vom 6. September 1941, dass Sun Valley Serenade einen „sauberen, gesunden Blick auf Naturlandschaften“ sowie „eine Menge unschuldigen Spaß“ biete. Die Handlung sei nicht vollgepackt wie bei anderen Musicalfilmen und insgesamt eher dünn. Sonja Henie sei „charmanter und geschmeidiger denn je“, doch auch die weiteren Darsteller und Glenn Millers Orchester wüssten zu überzeugen.
Craig Butler vertrat bei AllMovie Jahrzehnte später eine ähnliche Meinung: Eigentlich hätte der Film schlechter sein müssen, da das Drehbuch zwar solide, aber nichts Besonderes sei. Doch durch die Talente aller Beteiligten sei der Unterhaltungsfaktor „zu hoch um zu widerstehen“ und mache Adoptiertes Glück letztlich zum „wahren Gewinner“.

„Musical-Komödie um die ehemalige Eiskunstlauf-Weltmeisterin Sonja Henie mit einigen Längen, aber schönen Naturaufnahmen, rasanten Skiabfahrten und Musik des Glenn-Miller-Orchesters.“

## Auszeichnungen
Bei der Oscarverleihung 1942 erhielt der Film Nominierungen in den Kategorien:
- Beste Kamera (Schwarz-Weiß) – Edward Cronjager
- Beste Filmmusik (Musikfilm) – Emil Newman
- Bester Song – Chattanooga Choo Choo